# Slizák mazlavý
Slizák mazlavý (Gomphidius glutinosus) je jedlá houba z čeledi slizákovitých.

## Výskyt
Slizák mazlavý roste od srpna do listopadu v jehličnatých a smíšených lesích.

## Synonyma
- Agaricus glutinosus Schaeff. 1774
- Gomphus glutinosus (Schaeff.) R.H. Petersen 1972
- Leucogomphidius glutinosus (Schaeff.) Kotl. & Pouzar 1972[2]